# Needcompany

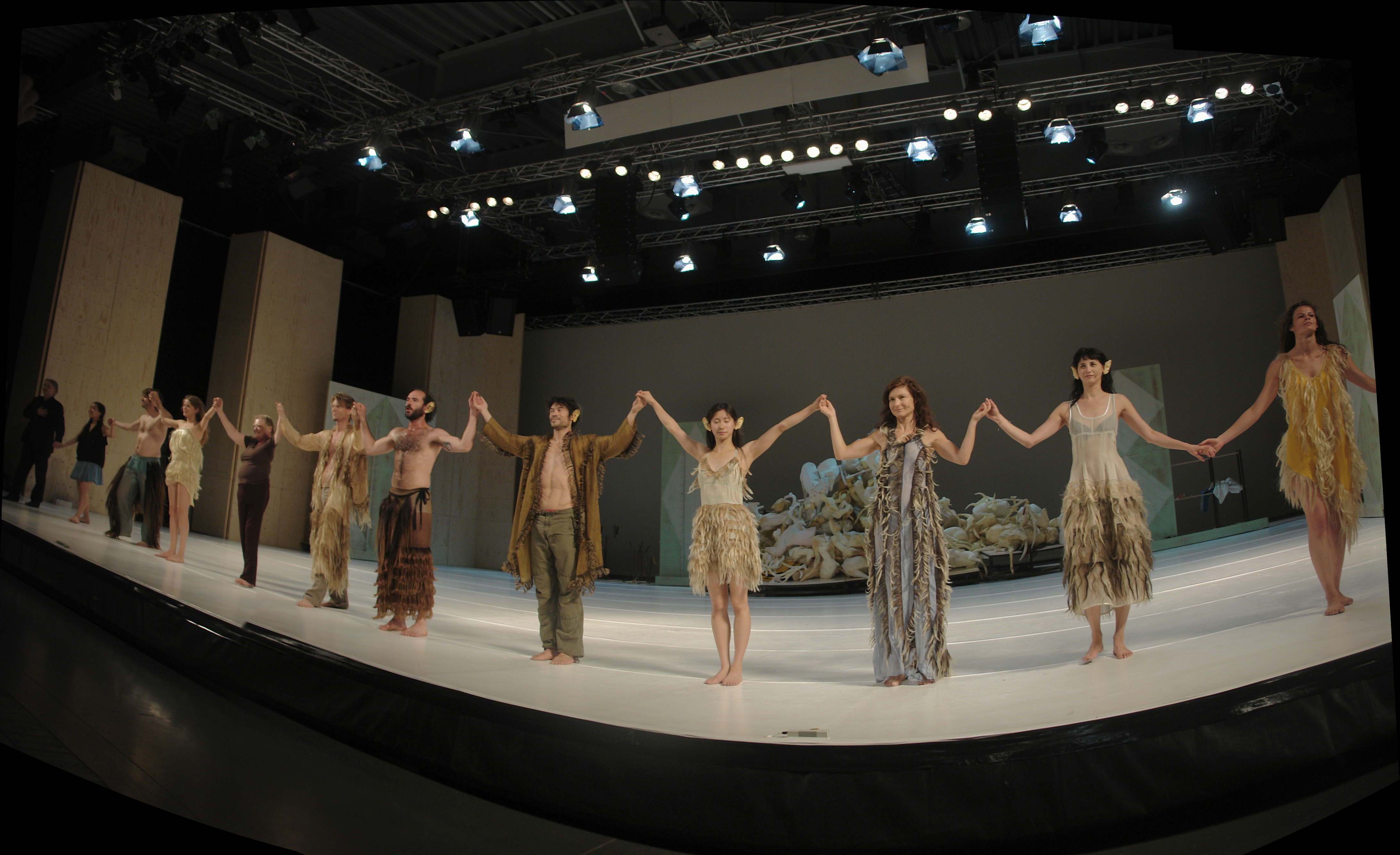
Needcompany, Poznań 2010-06-29

Needcompany is een podiumkunstencollectief uit Brussel (1986), ontstaan rond de centrale figuur van Jan Lauwers.
Vanaf het ontstaan, is zowel de samenstelling van de ploeg acteurs, dansers, en muzikanten, als de werking internationaal gericht. Elke productie wordt in meerdere talen gespeeld. Lauwers' achtergrond als beeldend kunstenaar heeft voor een heel specifieke theatertaal gezorgd waarin film, video, dans, theater en beeldende kunst elkaar moeiteloos overlappen. Ook Grace Ellen Barkey maakt sinds het begin deel uit van het gezelschap. Eerst als performer; sinds 1992 maakt zij haar eigen creaties binnen Needcompany.
Needcompany ontstond uit het Epigonentheater zlv ('zonder leiding van'). Het collectief (1979) schreef zich in in de radicale vernieuwingsbeweging van de jaren 1980 en brak internationaal door.
Begin de jaren 90 maakte Needcompany een serie markante Shakespearebewerkingen, bekend als The Snakesong Trilogy. Daarna was het gezelschap onder meer te gast op Documenta X met Caligula (1997), deel 1 van 'No beauty for me there, where human life is rare'. Deel 2, Morning Song (1996), won een Obie-Award in New York. Na het grote succes van De kamer van Isabella op het festival van Avignon in 2004 werd Needcompany er nog twee jaar op rij uitgenodigd. De voorstelling kreeg meerdere prijzen, waaronder de Prijs van de Vlaamse Gemeenschap voor toneelliteratuur (2006).
Naast het theater heeft Jan Lauwers ook een aantal film- en videoprojecten op zijn naam staan, waaronder From Alexandria, Sampled Images en C-Song 01. In 2001 werd de eerste langspeelfilm gemaakt: Goldfish Game.
In december 2009 verscheen kebang!, een bundeling theaterteksten die Jan Lauwers voor Needcompany maakte.